# Congrès universel d'espéranto de 1907
Pour un article plus général, voir Congrès universel d'espéranto.
Le congrès universel d’espéranto de 1907 est le 3e congrès universel d’espéranto, organisé en août 1907, à Cambridge, au Royaume-Uni. 